# Vulgar Display of Power
Albums de Pantera
Cowboys from Hell
(1990) Far Beyond Driven
(1994)
Vulgar Display of Power est le sixième album du groupe Pantera, sorti le 25 février 1992. Il a été enregistré au Pantego Sound Studio situé à l'ouest de Dallas (Texas).
Souvent considéré comme étant l'un des albums de metal les plus influents des années 1990, Vulgar Display of Power a revitalisé le groove metal, avec des riffs rapides et puissants, des rythmes omniprésents et une voix irritante. Plusieurs chansons sont d'ailleurs assez représentatives, comme Fucking Hostile, Mouth for War, This Love ou Walk ; cette dernière a été classée à la 35e place de l'UK Singles Charts.
Avec son aspect encore plus agressif que Cowboys from Hell, marqué notamment par l'adoption d'un nouveau style de chant par Phil Anselmo (proche du growl), Vulgar Display of Power marque une nouvelle étape de l'évolution de Pantera vers son style de prédilection : le groove / thrash metal.

## Réception et héritage
À sa sortie, Vulgar Display of Power se retrouve à la 44e place du Billboard 200 albums chart.
IGN a classé Vulgar Display of Power comme 11e album de heavy metal le plus influent de tous les temps.
Cet album est désormais multi-disque de platine.
Rob Van Dam, actuel catcheur à la WWE, a utilisé Walk comme musique d'entrée lorsqu'il travaillait à la TNA.

## Pochette
La pochette de l'album représente un jeune homme recevant un coup au visage. Il s'agit d'un fan californien du groupe ayant participé à l'audition lancée par la production de Pantera, qui finit par être choisi pour le shooting photo de la pochette. Les circonstances de réalisation du shooting sont controversées, en raison des témoignages des membres du groupe (notamment Rex Brown et Vinnie Paul) qui parlent de vrais coups effectués sur une totalité de 31 ou 32 prises, tandis que le photographe de la séance Brad Guice affirme qu'aucun coup n'a été donné, et qu'il s'agissait d'une mise en scène de studio classique.

## Pistes de l'album
1. Mouth for War – 3:56
2. A New Level – 3:57
3. Walk – 5:15
4. Fucking Hostile – 2:49
5. This Love – 6:32
6. Rise – 4:36
7. No Good (Attack the Radical) – 4:50
8. Live in a Hole – 4:59
9. Regular People (Conceit) – 5:27
10. By Demons Be Driven – 4:39
11. Hollow – 5:45

| Piste bonus "20th anniversary edition" | Piste bonus "20th anniversary edition" | Piste bonus "20th anniversary edition" | Piste bonus "20th anniversary edition" | Piste bonus "20th anniversary edition" | Piste bonus "20th anniversary edition" | Piste bonus "20th anniversary edition" | Piste bonus "20th anniversary edition" | Piste bonus "20th anniversary edition" | Piste bonus "20th anniversary edition" |
| No                                     | Titre                                  | Durée                                  |                                        |                                        |                                        |                                        |                                        |                                        |                                        |
| -------------------------------------- | -------------------------------------- | -------------------------------------- | -------------------------------------- | -------------------------------------- | -------------------------------------- | -------------------------------------- | -------------------------------------- | -------------------------------------- | -------------------------------------- |
| 12.                                    | Piss                                   | 5:07                                   |                                        |                                        |                                        |                                        |                                        |                                        |                                        |
| 57:55                                  |                                        |                                        |                                        |                                        |                                        |                                        |                                        |                                        |                                        |

## Membres du groupe
- Phil Anselmo : Chant
- Dimebag Darrell : Guitare
- Vinnie Paul : Batterie
- Rex Brown : Basse